# Ямполь Ярослав Геннадійович
Яросла́в Генна́дійович Я́мполь (нар. 21 квітня 1990, Сватове, Луганська область, УРСР, СРСР) — український футболіст, півзахисник польського клубу «Світ» (Новий-Двір-Мазовецький). Виступав за юнацькі збірні України U-17 та U-18.

## Життєпис

### Ранні роки
Ярослав Ямполь — вихованець слобожанського футболу. Перші кроки у футболі робив у Сватовому, згодом більш серйозно став займатися цим видом спорту в куп'янській «Мрії», де його першим тренером був Юрій Гречанніков. У чемпіонаті ДЮФЛУ у 2002–2006 роках зіграв 63 матчі та забив 28 голів за «Мрію», у 2006–2007 роках провів 13 матчів (2 голи) за донецький «Шахтар».

### Професійна кар'єра
Першим професійним клубом Ямполя у 2007 році став друголіговий «Шахтар-3». 2008 року разом із луганським «Комунальником» гравець здобув золоті нагороди групи Б Другої ліги. У 2011–2012 роках грав у Вищій лізі чемпіонату Білорусі за мінське «Динамо», у складі якого став бронзовим призером у сезоні 2012-го року. Повернувшись до України, Ямполь виступав за низку клубів Першої ліги — краматорський «Авангард», «Олександрію», криворізький «Гірник», «Черкаський Дніпро» та ФК «Суми».
У лютому 2018 року підписав контракт з кропивницькою «Зіркою». 10 березня дебютував у Прем’єр-лізі, вийшовши у стартовому складі у грі проти кам'янської «Сталі». У червні 2018 року після вильоту «Зірки» до першої ліги покинув команду. Першу половину сезону 2018/19 провів у складі «Гірника-Спорт», зігравши 11 матчів у Першій лізі та один — у Кубку України.
25 січня 2019 року став гравцем «Металіста 1925». Дебютував у складі харків'ян 23 березня того ж року в грі проти «Дніпра-1», провівши повний матч. У сезоні 2019/20 з десятьма голами став найкращим бомбардиром команди. В сезоні 2020/21 допоміг «Металісту 1925» завоювати бронзові нагороди Першої ліги та вийти до Прем'єр-ліги. Провів у харківському клубі два з половиною роки, за цей час зігравши в 42-х матчах (41 — у Першій лізі та 1 — у Кубку України), в яких відзначився 11-ма голами та шістьма гольовими передачами. 2 липня 2021 року покинув «Металіст 1925».

### Виступи за збірну
У 2007 році викликався до юнацьких збірних України U-17 та U-18, за які провів загалом 6 матчів.

## Досягнення
- Бронзовий призер Чемпіонату Білорусі: 2012
- Срібний призер Першої ліги чемпіонату України: 2015/16
- Бронзовий призер Першої ліги чемпіонату України: 2020/21
- Переможець групи «Б» Другої ліги чемпіонату України: 2007/08